# The Midnight Life
The Midnight Life è il nono album del rapper statunitense DJ Quik, pubblicato il 14 ottobre del 2014 e distribuito da Mad Science. Interamente prodotto da DJ Quik, vede la collaborazione, tra gli altri, di Suga Free e Mack 10.
L'album debutta al 63º posto nella Billboard 200, vendendo 5.097 negli Stati Uniti d'America.
| Recensione | Giudizio |
| ---------- | -------- |
| AllMusic   | [ 1 ]    |
| Exclaim!   | [ 3 ]    |
| Pitchfork  | [ 4 ]    |
| HipHopDX   | [ 5 ]    |
| XXL        | [ 6 ]    |
| Complex    | [ 7 ]    |

## Tracce
Musiche di DJ Quik, David Balfour (traccia 8).
1. Intro – 1:45 (DJ Quik)
2. That Nigga'z Crazy – 3:54 (DJ Quik)
3. Back That Shit Up (featuring Tay F 3rd & David Blake II) – 3:55 (testo: David Blake, Blake Jr., D. Kim – musica: DJ Quik)
4. Trapped on the Tracks (featuring Bishop Lamont & David Blake II) – 4:51 (testo: Blake, Blake Jr., Philip Martin – musica: DJ Quik)
5. El's Interlude 2 (featuring El DeBarge) – 0:41 (testo: Blake, Eldra DeBarge – musica: DJ Quik)
6. Puffin' the Dragon – 3:43 (DJ Quik)
7. Pet Semetery – 4:06 (DJ Quik)
8. Life Jacket (featuring Suga Free & Dom Kennedy) – 4:26 (testo: Blake, Dominic Hunn, Dejuan Walker – musica: DJ Quik, David Balfour)
9. That Getter (featuring David Blake II) – 4:56 (testo: Blake, Blake, Jr. – musica: DJ Quik)
10. The Conduct (featuring Mack 10) – 3:38 (testo: Blake, Dedrick Rolison – musica: DJ Quik)
11. Shine (featuring David Blake II) – 3:13 (testo: Blake, Blake Jr. – musica: DJ Quik)
12. Bacon's Groove (featuring Rob "Fonksta" Bacon) – 5:14 (testo: Blake, Robert Bacon Jr. – musica: DJ Quik)
13. Broken Down (featuring Suga Free & Tweed Cadillac) – 4:15 (testo: Blake, Brown, Walker – musica: DJ Quik)
14. Why'd You Have to Lie (featuring Joi) – 3:37 (testo: Blake, Gilliam – musica: DJ Quik)
15. Fuck All Night – 3:48 (DJ Quik)
16. Quik's Groove 9 – 3:12 (DJ Quik)

Durata totale: 59:14

## Classifiche
| Classifica (2014)         | Posizione massima |
| ------------------------- | ----------------- |
| Stati Uniti               | 63                |
| US Independent Albums     | 11                |
| US Tastemaker Albums      | 9                 |
| US Top Rap Albums         | 7                 |
| US Top R&B/Hip-Hop Albums | 11                |